# Christian Panucci
Christian Panucci (* 12. April 1973 in Savona) ist ein ehemaliger italienischer Fußballspieler und heutiger -trainer.

## Spielerkarriere

### Im Verein
Christian Panucci war ein zweikampfstarker und robuster Verteidiger. Er debütierte in der Saison 1992/93 mit seinem damaligen Verein CFC Genua in der Serie A. Anschließend stand er bei etlichen Klubs unter Vertrag, u. a. beim AC Mailand, Real Madrid und der AS Rom. Nachdem die AS Rom seinen Vertrag nicht verlängerte, wechselte er 2009 ablösefrei zum FC Parma. Am 23. Februar 2010 wurde die vorzeitige Auflösung seines Vertrages beim FC Parma bekanntgegeben. Als Motiv gab Panucci persönliche Gründe an. Schließlich wurde bekanntgegeben, dass er aufgrund seiner Beziehung mit dem Model Rosaria Cannavo seine Karriere beendet hat.

### In der Nationalmannschaft
In der italienischen Nationalmannschaft debütierte Panucci 1994. Sein erstes großes Turnier bestritt er jedoch erst mit 29 Jahren bei der WM 2002 in Japan und Südkorea. 2007 gab er nach drei Jahren Pause sein Comeback für Italien. Durch sein Tor in der Vorrunde der EM 2008 gegen Rumänien wurde Panucci mit 35 Jahren, zwei Monaten und einem Tag zum ältesten italienischen Nationalspieler, der ein Länderspieltor erzielte. Diesen Rekord musste er am 26. März 2019 an Fabio Quagliarella abgeben, der im Alter von 36 Jahren und 54 Tagen für Italien traf.

### Erfolge
- Italienischer Meister: 1993/94, 1995/96
- Spanischer Meister: 1996/1997
- Champions-League-Sieger: 1993/94, 1997/98
- Europäischer Supercupsieger: 1994
- Weltpokalsieger: 1998
- Spanischer Supercupsieger: 1997
- Italienischer Supercupsieger: 1993, 1994, 2007
- Italienischer Pokalsieger: 2006/07, 2007/08
- Bester Nachwuchsspieler Europas: 1994
- U-21-Europameister: 1994, 1996

## Trainerkarriere
Nachdem er von 2012 bis 2014 als Assistent von Fabio Capello bei der russischen Nationalmannschaft gearbeitet hatte, war Panucci ab März 2015 Trainer beim Serie-B-Klub AS Livorno. Als Co-Trainer berief er Stefano Eranio. 2017 wurde er der neue Trainer der Albanische Fußballnationalmannschaft. Nach eineinhalb Jahren, am 23. März 2019 wurde die Zusammenarbeit beendet, nachdem die Leistung der Nationalmannschaft sehr stark abgenommen hatte (15 Spiele, davon neun verloren).